# Вилладеи, Вальтер
Вальтер Вилладеи (Walter Villadei; род. 29 апреля 1974, Рим, Италия) — летчик, военный деятель и итальянский астронавт.

## Биография[2]
Родился в 1974 году в Риме. Получил степень магистра в области аэрокосмической техники в Неаполитанском университете и специализацию в области астронавтики в Римском университете. Полковник ВВС Италии (ItAF), является главой представительства ItAF в США, курируя коммерческие космические полеты. Он имеет большой опыт работы в итальянских космических программах, в том числе в качестве члена научного комитета Итальянского космического агентства и национального представителя Европейской комиссии по программе наблюдения и слежения за космическим пространством.
Вилладеи служил бортинженером на C-130J и G-222, а также летал на MB339 и Eurofighter Typhoon (EFA). EFA-2000 — это европейский многонациональный двухмоторный многоцелевой истребитель с треугольным крылом, предназначенный для выполнения нескольких боевых задач, включая воздушный бой, поддержку с воздуха, воздушные бомбардировки, разведку, радиоэлектронную борьбу и подавление противовоздушной обороны. MB-339 — учебно-тренировочный военный и лёгкий штурмовик. Вилладеи имеет большой опыт в обучении выживанию на суше, на море и в зимнее время и участвовал во многих военных операциях за рубежом, включая «Несокрушимую свободу» (Афганистан), UNMEE (Миссия ООН в Эфиопии и Эритрее) и «Антика Вавилония» (Ирак).

## Космическая карьера и полёт
В 2011 году Вилладеи прошел подготовку космонавтов в Звездном городке в качестве бортинженера корабля «Союз» и Международной космической станции. В 2021 году он был выбран для полета в космос в рамках полета Virgin Galactic Unity 23 на корабле SpaceShipTwo. В ходе этой исследовательской миссии Вилладеи провел эксперименты по материаловедению и физиологии человека. В 2022 году он был отобран для обучения в Хьюстоне для подготовки к будущему космическому полету миссии Axiom Space. В том же году в рамках соглашения между Axiom Space и Министерством технологических инноваций и цифрового перехода Италии Вальтер Вилладеи был выбран в качестве резервного члена экипажа для SpaceX AX-2. 12 сентября 2023 года NASA и компании Axiom Space объявили, что они завершили формирование экипажа коммерческой миссии SpaceX AX-3, в состав которого был включен Уолтер Вилладеи. 
```
  18 января 2024 года Вальтер Вилладеи стартовал к 
Международной космической станции
 на борту корабля 
Crew Dragon (Freedom)
 в качестве пилота миссии 
SpaceX AX-3
[
6
]
. На борту космической станции экипаж миссии, состоящий из четырех астронавтов, провел более 30 различных научно-технических экспериментов, разработанных странами и организациями, которые представляли участники полета
[
7
]
. Экспедиция завершилась 9 февраля 2024 года
[
8
]
.
```

Статистика полетов
| #               | Корабль, Миссия                     | Старт, UTC           | Корабль посадки        | Посадка, UTC         | Налёт               | ВКД: время (количество) |
| --------------- | ----------------------------------- | -------------------- | ---------------------- | -------------------- | ------------------- | ----------------------- |
| 1               | Crew Dragon Freedom(3), SpaceX AX-3 | 18.01.2024, 21:49:11 | Crew Dragon Freedom(3) | 09.02.2024, 13:30:00 | 21дн. 15час. 41мин. | — (0)                   |
| Суммарный налёт | Суммарный налёт                     | Суммарный налёт      | Суммарный налёт        | Суммарный налёт      | 21дн. 15час. 41мин. | — (0)                   |

### Комментарии
1. ↑  ВКД — Внекорабельная деятельность или выход в открытый космос